# آرامگاه سید پادشاه
مقبره سید پادشاه مربوط به سده‌های متاخر دوران‌های تاریخی پس از اسلام است و در شهرستان زهک، بخش جزینک، دهستان جزینک، ۵۰۰ متری شمال غرب روستای قلعه نو واقع شده و این اثر در تاریخ ۲۷ اسفند ۱۳۸۷ با شمارهٔ ثبت ۲۶۵۱۱ به‌عنوان یکی از آثار ملی ایران به ثبت رسیده است.